# Ali Marpet
(en) Statistiques sur pro-football-reference
Alexander « Ali » Marpet, né le 17 avril 1993 à Hastings-on-Hudson, est un joueur américain de football américain. Il joue offensive guard en National Football League (NFL).

## Biographie

### Carrière universitaire
N'attirant pas les grandes équipes universitaires, il rejoint en 2011 l'équipe des Statesmen d'Hobart College, une équipe évoluant en division III.
Après la conclusion de sa quatrième saison universitaire, il prend part au Senior Bowl, qui réunit les meilleurs joueurs senior universitaires. Il s'est distingué par sa polyvalence durant les entraînements et le match en jouant les trois positions de ligne offensive, soit tackle, guard et centre.
Il est invité au combine tenu par la NFL en vue de la draft 2015 de la NFL et fait bonne impression devant les recruteurs, en étant notamment le lineman offensif le plus rapide au sprint de 40 yards avec 4,98 secondes. 

### Carriere professionnelle
Il est sélectionné au deuxième tour, en 61e position, par les Buccaneers de Tampa Bay lors de la draft 2015 de la NFL. Il est le joueur issu d'équipe de division III à être sélectionné le plus haut dans une draft de la NFL. Il signe par la suite un contrat de 4 ans avec les Buccaneers.
Il est désigné titulaire au poste de guard droit lors du début de la saison 2015 et performe bien à cette position, en étant sélectionné dans l'équipe-type des débutants de la NFL par la Pro Football Writers Association.
En 2017, il est déplacé à la position de centre en remplacement de Joe Hawley. La saison suivante, il est remis comme guard après la signature du centre Ryan Jensen. En octobre 2018, il prolonge de 5 ans son contrat avec les Buccaneers.
Lors de la saison 2020, il remporte le Super Bowl LV après que les Buccaneers aient battu les Chiefs de Kansas City.
Il annonce sa retraite sportive le 27 février 2022 après sept saisons jouées dans la NFL.